# Flaga stanowa Wyomingu
Flaga stanowa Wyomingu upamiętnia Indian i krew pionierów (czerwony), czystość i prawość (biały) oraz niebo i odległe góry, wierność, sprawiedliwość i męskość (niebieski). Bizon amerykański jest symbolem fauny, a pieczęć na nim nawiązuje do wypalania znaków własnościowych przez hodowców bydła. Kobieta trzymająca wstęgę z napisem: równe prawa oznacza pozycję kobiet w Wyomingu, a dwaj mężczyźni symbolizują główne zawody – hodowlę bydła i górnictwo. Kaganki są symbolem edukacji.
Przyjęta 31 stycznia 1917 roku. Proporcje 7:10.